# Baza wojskowa Eljakim
Baza wojskowa Eljakim – jest szkoleniowo-treningową bazą wojskową Sił Obronnych Izraela znajdującą się przy moszawie Eljakim na północy Izraela.

## Położenie
Baza wojskowa jest położona u podnóża południowych stoków masywu górskiego Karmel. Po stronie południowej wznoszą się wzgórza Wyżyny Manassesa. W bezpośrednim sąsiedztwie bazy znajduje się moszaw Eljakim, a w odległości 2 km na północnym wschodzie jest miasto Jokne’am. Na południowym zachodzie jest elektrownia Hagit.

## Historia
Data powstania bazy Eljakim nie jest znana. Początkowo służyła ona 31, 32, 33, 34 i 37 Batalionom 609 Brygady Aleksandroni. Jest to rezerwowy związek taktyczny piechoty. Brygada Aleksandroni wchodzi w skład 36 Dywizji Pancernej (Ga'asz) i podlega Północnemu Dowództwu Sił Obronnych Izraela.
Po zakończeniu w 1985 roku I wojna libańskiej, Siły Obronne Izraela utrzymały w południowym Libanie niewielką „strefę bezpieczeństwa”, o szerokości od 3 do 15 km. Za bezpieczeństwo „strefy” odpowiadały chrześcijańskie oddziały Armii Południowego Libanu, wspierane przez nieliczne izraelskie jednostki. Koncepcja utrzymania „strefy bezpieczeństwa” na granicy izraelsko-libańskiej opierała się na taktyce utworzenia „wyprzedzającej tarczy”, która miała wyłapywać wszystkie arabskie uderzenia zanim dotarłyby do terytorium Izraela. W tym celu we wszystkich strategicznych punktach utworzono ufortyfikowane bazy wojskowe oraz punkty obserwacyjne. Obiekty te oraz siły Armii Południowego Libanu stały się celem coraz liczniejszych ataków organizacji terrorystycznej Hezbollah, która rozwijała metody walki partyzanckiej. Przebieg walk sprawił zmianę sposobu myślenia Sił Obronnych Izraela. Dlatego w 1997 roku z inicjatywy Szefa Sztabu Generalnego gen. Amnona Lipkin-Szachaka w bazie wojskowej Eljakim utworzono Szkołę do Walki z Partyzantką (hebr. בית הספר ללוחמה נגד גרילה). Postanowiono przy tym wykorzystać doświadczenie zdobyte przez utworzoną w 1995 roku jednostkę sił specjalnych - Batalion Anty-Partyzancki (Egoz). Organizację szkoły powierzono płk. Szmuelowi Zakai z Brygady Golani, który przeszedł szkolenie w British Army. Dokładnie zapoznał się z metodami walki stosowanymi przeciwko IRA w Irlandii Północnej. Zdobytą wiedzę połączył z doświadczeniem taktycznym zdobytym w południowym Libanie. W utworzonej w ten sposób szkole prowadzono szkolenia piechoty do walki z partyzantką w obszarze górskim. Po wycofaniu się w maju 2000 roku Izraela ze „strefy bezpieczeństwa” w południowym Libanie, szkołę zamknięto. Szkoleniowców i doradców zatrudniono głównie w Brygadzie Golani, której naturalnym obszarem działań były przygraniczne tereny z Libanem. Po doświadczeniach II wojny libańskiej w 2006 roku ponownie otworzono Szkołę do Walki z Partyzantką. Na terenie sąsiedniego poligonu wojskowego wybudowano dokładną kopię typowej wioski libańskiej. Wioska składa się z 60 domów położonych wokół meczetu z wysoką wieżą minaretu. Żołnierze ćwiczą tutaj metody walki miejskiej, ze szczególnym naciskiem na techniki wykrywania bunkrów Hezbollahu i sieci podziemnych tuneli. Drogi są na tyle szerokie, że umożliwiają ćwiczenie współdziałania piechoty z pojazdami pancernymi w walce miejskiej. Niektóre szkolenia są przygotowane, aby nauczyć żołnierzy wykrywania i niszczenia ukrytych stanowisk wyrzutni rakiet. Prowadzą do nich kręte kamieniste ścieżki, a podczas szkolenia wykorzystuje się symulowane wystrzały rakiet oraz efekty wybuchów. Żołnierze na podstawie otrzymywanych informacji muszą odnajdywać w rozległym terenie ukryte wyrzutnie i prowadzić walkę z symulowanym przeciwnikiem, który często kryje się w podziemnych kryjówkach.

## Wykorzystanie
Baza wojskowa Eljakim służy jako baza szkoleniowo-treningowa Sił Obronnych Izraela. Rekruci po przejściu pierwszego etapu szkolenia wojskowego są kierowani na sześć miesięcy służby w swoich jednostkach. Przechodząc kolejne szkolenia, drogą selekcji wybierani są dowódcy drużyn, plutonów i kompanii. Wszyscy oni trafiają na specjalistyczny kurs w bazie wojskowej Eljakim. Znajdują się tutaj koszary, magazyny, ale przede wszystkim rozległy poligon wojskowy. Pod okiem oficerów szkolenia poznają oni tajniki walki z partyzantką w terenie górzystym i miejskim. Przy bazie jest także zlokalizowane lądowisko dla helikopterów.

## Transport
Z bazy wyjeżdża się na północ na drogę nr 672 przy węźle drogowym Eljakim z drogą ekspresową nr 70.